# Stadion An der Alten Försterei
Le stade An der Alten Försterei (À la vieille Maison forestière) se situe à Berlin dans le quartier Köpenick (arrondissement Treptow-Köpenick). Il a été inauguré en 1920 et accueille les matchs de l'équipe du 1. FC Union Berlin.
Quand le club 1. FC Union Berlin a voulu moderniser le stade, environ 2 500 supporteurs ont fourni bénévolement 140 000 heures de travail entre mai 2008 et juin 2009.

## Histoire
Le stade date de 1920 et fut à l'origine un stade de remplacement du SC Union Oberschöneweide (ancêtre du 1. FC Union), qui a dû quitter son stade du Oberschöneweider Wattstraße, dont l'emplacement était utilisé pour construire des logements. Le premier match a lieu le 17 mars 1920 et voit s'opposer Union Oberschöneweide et Viktoria 89 Berlin (score final 1:1). L'inauguration officielle a lieu le 7 août 1920 avec un match entre Union et le champion en titre 1. FC Nürnberg (1:2) devant 7 000 spectateurs. La capacité était alors de 10 000 places.
Au début, le stade était encore appelé « Sadowa-Platz ». « Sadowa » était d'une part le nom d'une brasserie située non loin de là et d'autre part jusqu'au début du XXe siècle, le nom de la forêt dans laquelle se trouve le stade (actuellement « Wuhlheide »). Peu à peu, le nom actuel s'installa. Il provient de la maison forestière située non loin de là, et qui porte le nom « Alte Försterei ».
Au début de la saison 1969/1970, des places assises et une nouvelle cabine pour le speaker sont installées. Des nouveaux terrains d'entrainements sont construits. En 1980, le terrain est refait et la capacité est augmentée (elle est désormais de 22 500 spectateurs). Le record d'affluence date de cette époque là et a eu lieu en 1984 lors d'un match de DDR-Oberliga entre Union et Chemie Leipzig devant un stade comble. Pendant les travaux de 1980, le 1. FC Union joua dans le « Stadion der Weltjugend ».

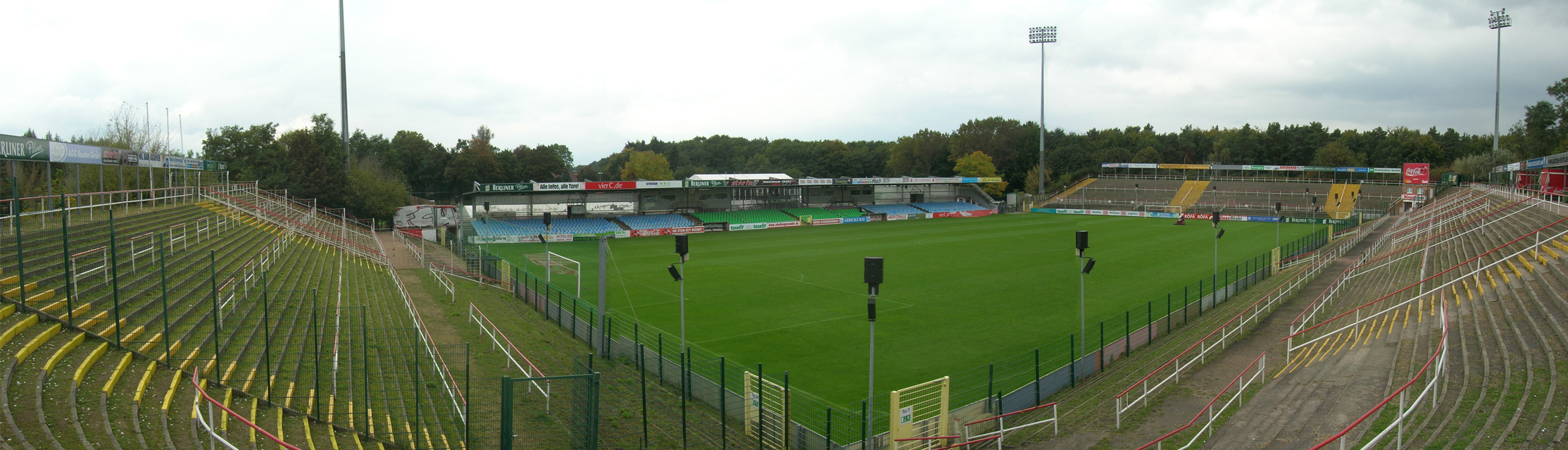
Aperçu du stade avant la rénovation (septembre 2007)

Les joueurs, fonctionnaires et supporters participèrent activement aux transformations. À cette époque, il y avait un tableau d'affichage électronique qui fut démonté dans les années 1990. À partir de ce moment, le score fut toujours affiché manuellement, anachronisme fortement apprécié par les fans de l'Union.
Dans les années 1990, le stade devait être profondément modernisé pour répondre aux mesures draconiennes de sécurité. Mais en raison de problèmes financiers, les travaux n'eurent lieu qu'en 2000. À partir de ce moment-là, le stade possèdait une tribune couverte avec des places assises et un système d'éclairage. La capacité était alors de 18 100 places.
Cependant, le stade n'était homologué que par la DFB qui a délivré une autorisation pour y jouer. Les deux matchs de Coupe UEFA de la saison 2001/2002 eurent lieu au Friedrich-Ludwig-Jahn-Sportpark. Avec la montée du 1. FC Union en 2. Liga en 2001, il avait été décidé de construire un nouveau stade de 30 000 places. Cette décision fut annulée à la suite de la rétrogradation du club en Oberliga en 2005.
Le 21 août 2005 est une date importante dans l'histoire du stade puisque c'est ce jour qu'a eu lieu une retentissante victoire contre le local rival BFC Dynamo (8-0).

### Rénovation

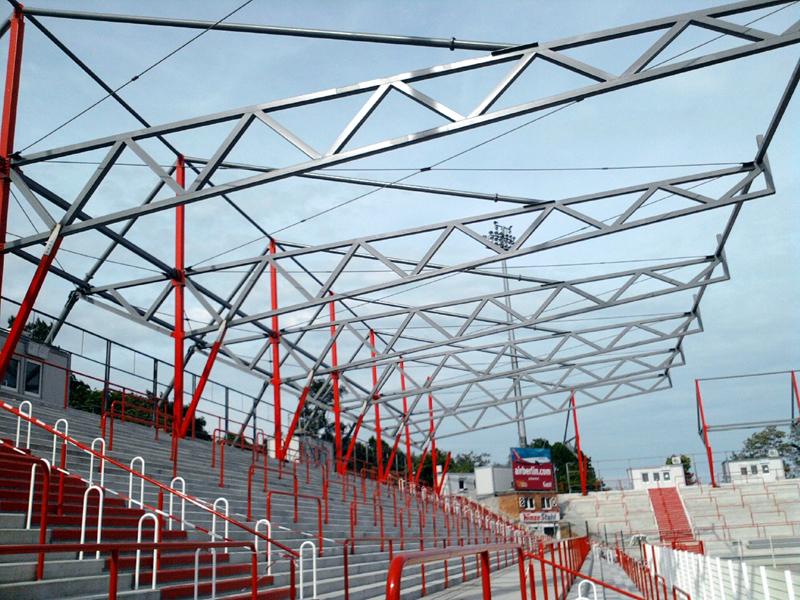
Structure préfabriquée couvrant la tribune „Waldseite“

En janvier 2007, les plans de la modernisation du stade ont été rendus publics. Les travaux se sont déroulés suivant les objectifs initiaux qui étaient :
- rénover et de sécuriser les gradins debout ;
- refaire une tribune latérale (Haupttribüne) de 3 700 places assises contenant par ailleurs 38 loges ;
- mettre en place un système de chauffage de la pelouse ;
- installer une vidéosurveillance ;
- couvrir tous les gradins.

La capacité du stade devait atteindre 23 000 places une fois les travaux terminés. L'aménagement d'un parking de 450 places était aussi prévu. Les coûts étaient estimés à 17 millions d'euros et répartis de la façon suivante : 3,2 millions payés par la ville de Berlin, 1,8 million par le club et les 12 millions restants devaient être apportés par des capitaux étrangers.
Afin de pouvoir lancer le projet de construction, le stade a été cédé par la ville de Berlin au club 1. FC Union Berlin pour un euro symbolique (la valeur du terrain s'élevait pourtant à 1,89 million d'euros). Ce projet de construction ne s'est pourtant pas réalisé. Après que le comité des sports de la chambre des députés de Berlin a validé la vente, une validation du projet par l'Union Européenne fut nécessaire, afin d'infirmer les soupçons qui pesaient sur la ville (aide via allocation de subventions importantes). Le contrôle résulta sur un veto de l'UE, qui obligeait le club à acquérir le stade au prix réel.

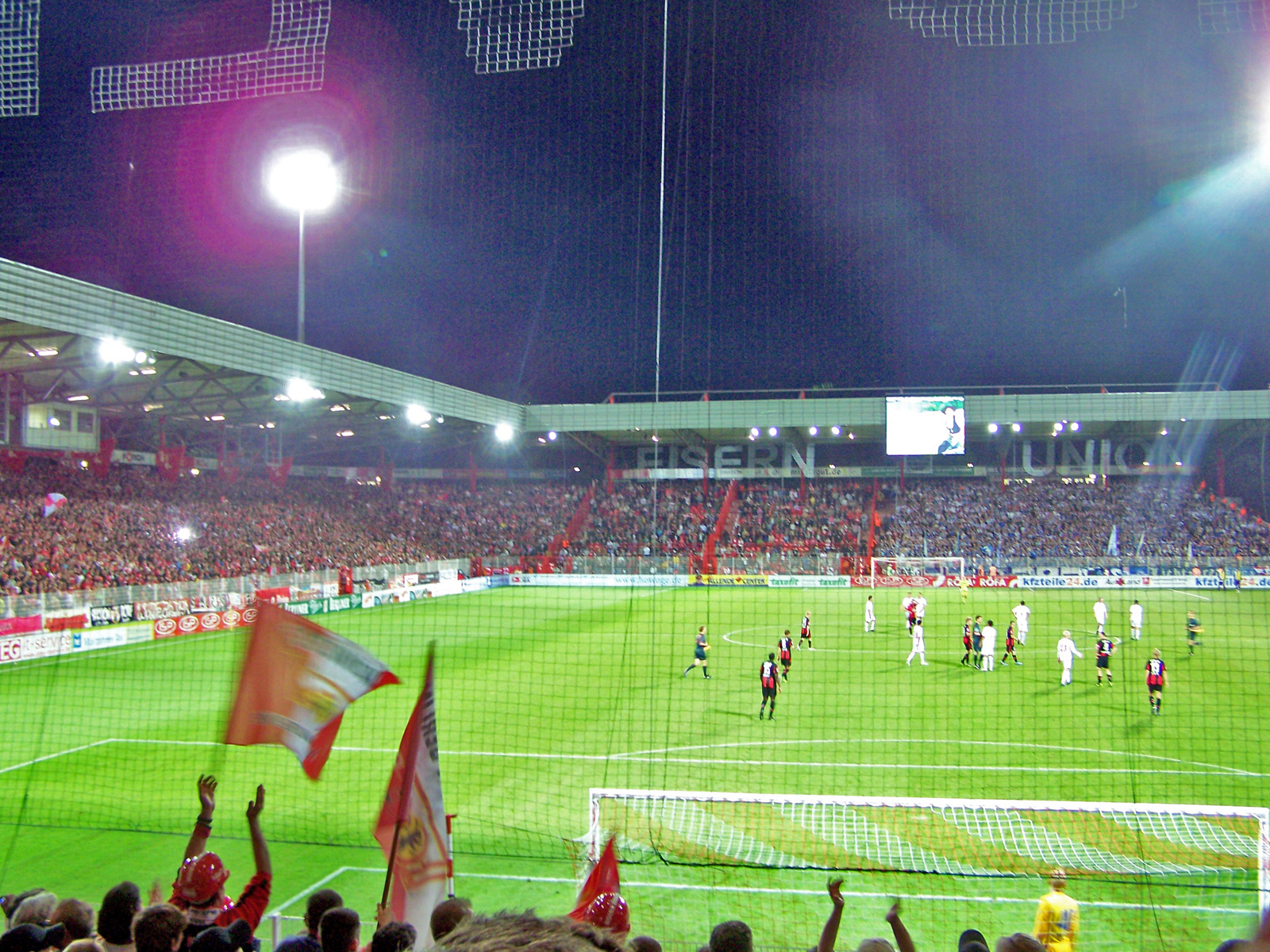
Tribunes

Par la suite, il y eut plusieurs négociations entre le club et la ville de Berlin afin de déterminer comment la ville en tant que propriétaire pouvait assurer le maintien du stade, que l'équipe joue en 3. Liga ou en 2. Bundesliga (où les obligations sont plus contraignantes). Peu de temps après, le club fut menacé par un déménagement pour la saison 2008/2009 dans un des deux autres stades de Berlin (stade olympique ou Jahnsportpark, les deux stades n'étant pas forcément appréciés des fans du FC Union), sans pour autant que le stade An der Alten Försterei soit modernisé. En avril 2008, le club obtint finalement une réponse positive des politiques, pour qu'à la fin de la fin de la saison 2007/2008 les travaux puissent commencer. De plus, un droit de superficie héréditaire de 99 ans fut cédé au club.

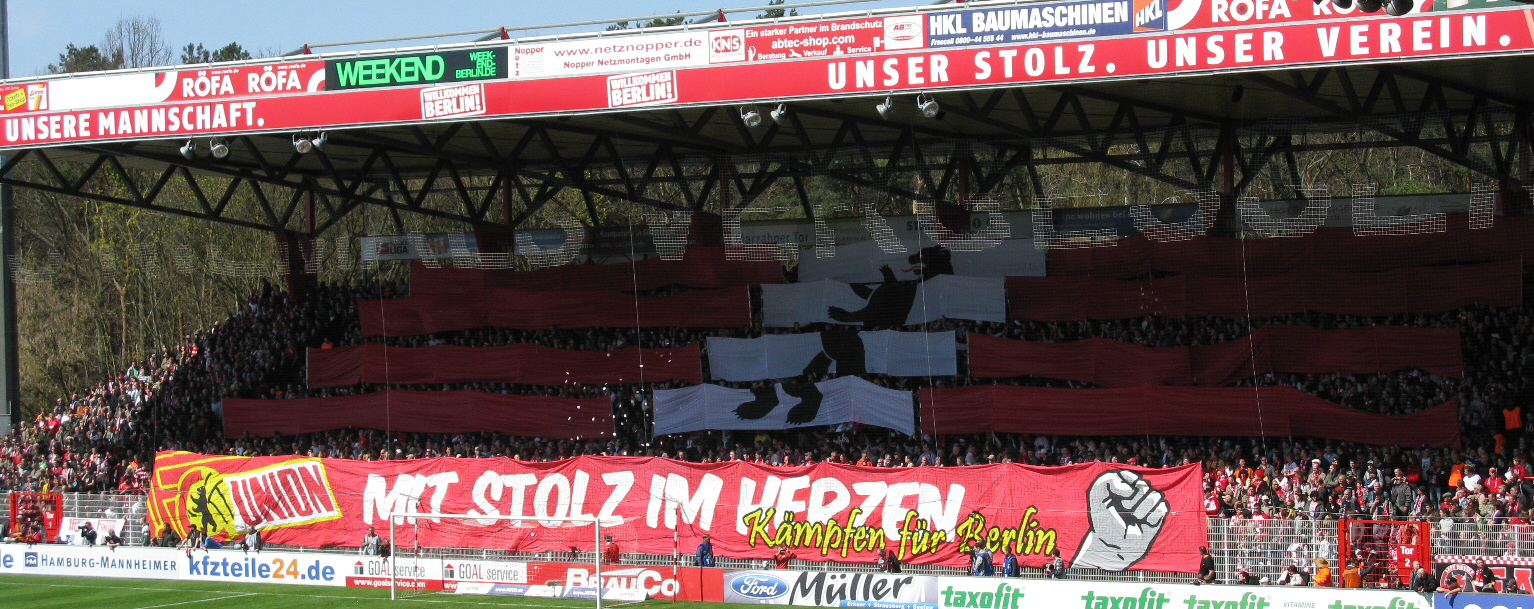
Tribune Waldseite (derrière le but)

Les travaux commencèrent le 2 juin 2008 et devaient à l'origine durer trois mois. En raison de différents retards, la date de livraison fut plusieurs fois repoussé jusqu'à ce que le club décide que tous les matchs la saison 2008/2009 se dérouleraient au Jahnsportpark. La mise en place du toit posa de gros problèmes notamment parce que l'entreprise choisie eut des problèmes de livraisons et ne pouvait pas satisfaire les attentes concernant le montage du toit. Ces raisons poussèrent le club à rompre le contrat et à choisir une autre entreprise. Le retard de la pose du toit fut mis à profit pour installer le chauffage de la pelouse.
Le 8 juillet 2009, après 13 mois de travaux et 140 000 heures de travail effectuées par 2 000 bénévoles, le stade est inauguré lors d'un match contre le Hertha BSC (score final 3-5). Pendant les travaux, les gradins et de nombreuses autres parties du stade (balustrades, grillages) ont été rénovées et mises aux normes. Pour satisfaire les exigences de la DFL en nombre de places assises, des sièges sont installés dans le « Pufferblocks » (zone située entre le parcage adverse et les supporters locaux).
Avant la phase de conception des travaux, les fans ont mis sur pied l'action « Stadiongründer » en 2005. L'objectif était de donner la possibilité aux fans de participer financièrement aux travaux. Ces dons ont permis au projet de partir sur des bases financières solides et les donateurs ont vu leurs noms immortalisés dans un tunnel (Tunnel of Fame).

## Situation, équipement et utilisation

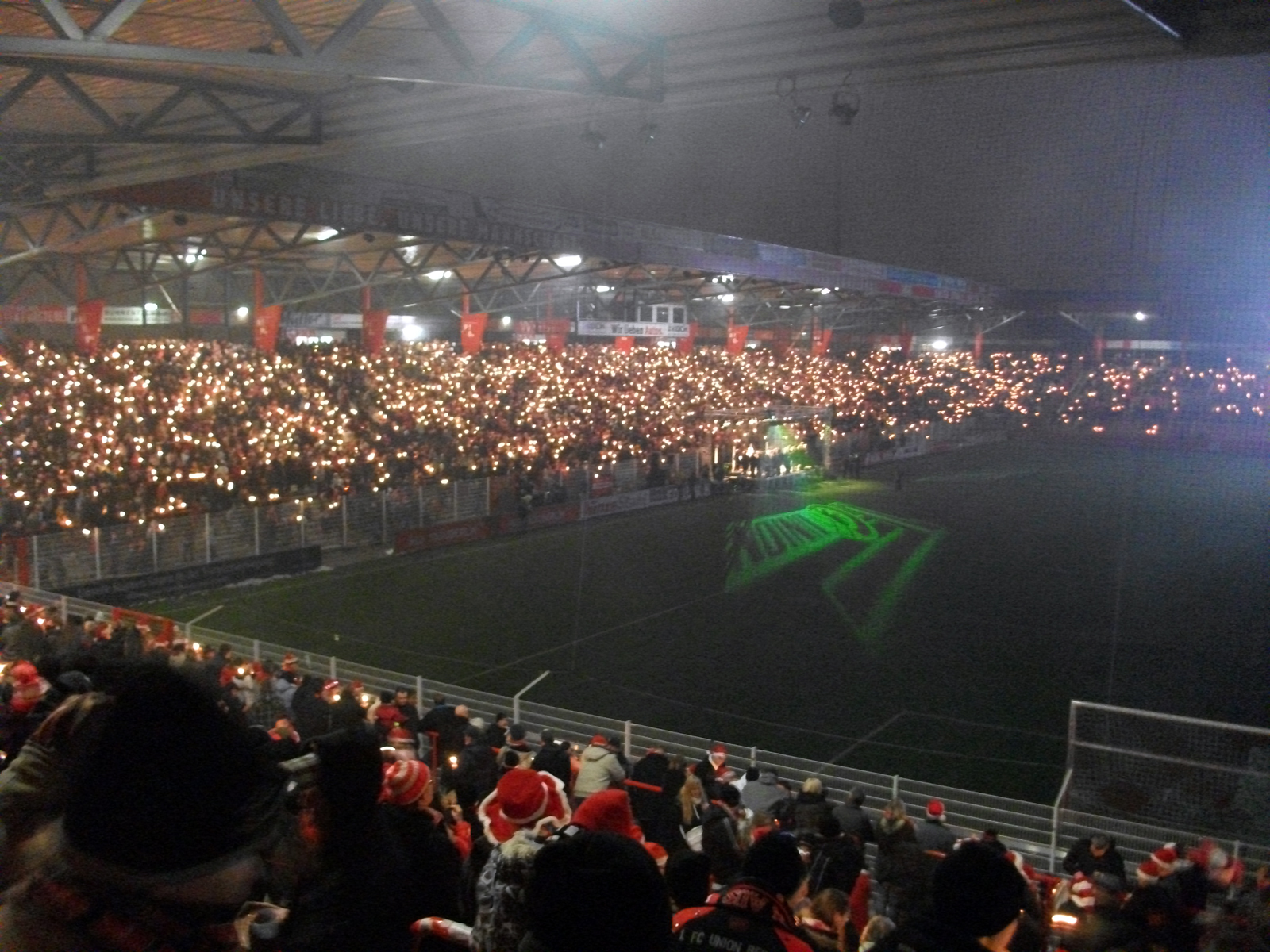
L’événement Weihnachtssingen en 2010.

Le stade principal a une capacité de 21 717 places (17 911 places debout et 3 806 places assises), toutes les places étant couvertes. Il est divisé en 4 parties : Walseite (Nord), Gegengerade (Est), Wuhleseite (Süd), Haupttribüne (Ouest). Les tribunes Est et Nord ne contiennent que des places debout alors que la tribune Sud abrite aussi bien places assises que debout. C'est aussi dans cette tribune que se trouve le parcage visiteur. La Haupttribune (tribune principale) n'offre que des places assises.
L’événement Weihnachtssingen est né en 2003, lorsqu’un groupe de 89 fans a eu l’idée d’escalader les barrières du stade, armés de gâteaux de Noël et de vin chaud, pour un concert impromptu sur la pelouse.
Des scènes du film Trois (Drei) de Tom Tykwer réalisé en 2010 y ont été tournées.